# Agenda 21
Unter der Agenda 21 versteht man ein Aktionsprogramm der Vereinten Nationen. Von 178 Staaten auf der Konferenz für Umwelt und Entwicklung der Vereinten Nationen (UNCED) in Rio de Janeiro 1992 beschlossen, setzt es Leitlinien für das 21. Jahrhundert, vor allem zur nachhaltigen Entwicklung.  An dieser Konferenz nahmen neben Regierungsvertretern auch viele nichtstaatliche Organisationen teil. Nachhaltige Entwicklung – und damit die Agenda 21 – ist vielerorts zur Leitlinie öffentlichen Handelns geworden. Ihre kommunale Umsetzung ist die Lokale Agenda 21.

## Inhalte
Mit der Entwicklungsvorstellung von nachhaltiger Entwicklung (englisch sustainable development) sollen durch eine veränderte Wirtschafts-, Umwelt- und Entwicklungspolitik die Bedürfnisse der heutigen Generation befriedigt werden, ohne die Chancen künftiger Generationen zu beeinträchtigen.
Im Sinne nachhaltiger Entwicklung muss in den Industrieländern die Wirtschaftspolitik und damit auch die Energie-, Agrar- und Handelspolitik angepasst werden, da die Industrieländer im Verhältnis zur Gesamtbevölkerung wesentlich mehr Ressourcen verbrauchen. In Schwellen- und Entwicklungsländern bezieht sich die Agenda 21 eher auf Armutsbekämpfung, Bevölkerungspolitik, Bildung, Gesundheit, Trinkwasser- und Sanitärversorgung, Abwasser- und Abfallbeseitigung sowie ländliche Entwicklung.
Grundsätzlich gelten die Lokalen-Agenda-21-Kriterien (Ökonomie, Ökologie, Nachhaltigkeit) auch in medizinischen Belangen, damit wird Medizin erst sozial. In einer bürgergerechten Medizin spricht man daher von einer Sozialen-Agenda-21 fähigen Medizin, wenn die Kriterien: Ökonomie, Ökologie, Nachhaltigkeit erfüllt sind.
Die Agenda 21 umfasst 359 Seiten und besteht aus 40 Kapiteln, die sich wiederum in vier Abschnitte einteilen lassen:
1. Soziale und wirtschaftliche Dimensionen
2. Erhaltung und Bewirtschaftung der Ressourcen für die Entwicklung
3. Stärkung der Rolle wichtiger Gruppen
4. Möglichkeiten der Umsetzung

Die Agenda 21 wurde als ein Maßnahmenpaket vereinbart, das vorrangig internationale Organisationen und nationale Regierungen anspricht; aber auch alle weiteren politischen Ebenen wurden aufgefordert, im Sinne dieser Ziele zu handeln. Gemäß Kapitel 28 („Initiativen der Kommunen zur Unterstützung der Agenda 21“) sind viele der globalen Probleme am besten auf der örtlichen Ebene zu lösen. Unter dem Motto „Global denken – lokal handeln!“ wird deshalb jede Kommune der 178 Unterzeichnerländer aufgerufen, eine eigene (lokale) Agenda 21 zu erarbeiten.
Anlässlich des Weltgipfels für nachhaltige Entwicklung in Johannesburg (2002) erklärten die Vertreter der Kommunen, sich nach 10 Jahren nur mittelmäßiger Erfolge der „Lokalen Agenda 21“ in den nächsten zehn Jahren für eine verstärkte Umsetzung der „Agenda 21“-Ziele durch „local action 21“-Kampagnen einzusetzen.
Die Nachfolgeagenda („Agenda 2030“) trat am 1. Januar 2016 in Kraft.

## Umsetzung in Deutschland
In Deutschland bestehen derzeit (Stand September 2006) in über 2.600 Gemeinden Beschlüsse zur Erarbeitung einer Lokalen Agenda 21. Das heißt, dass auf der örtlichen Ebene eine Agenda in Richtung Nachhaltigkeit entwickelt werden soll.
Auf der nationalen Ebene wurde 2001 von der damaligen Bundesregierung ein Rat für Nachhaltige Entwicklung (kurz Nachhaltigkeitsrat) eingerichtet. Dem Gremium gehören 15 Personen des öffentlichen Lebens an. Die Aufgaben des Rates sind die Entwicklung von Beiträgen für die Umsetzung der deutschen Nachhaltigkeitsstrategie, die Benennung von konkreten Handlungsfeldern und Projekten sowie Nachhaltigkeit zu einem wichtigen öffentlichen Anliegen zu machen.
Die Bundesregierung hat im April 2002 die nationale Nachhaltigkeitsstrategie verabschiedet. In das Programm sind die Ergebnisse von Konsultationen gesellschaftlicher Gruppen und Vorschläge des Rates für Nachhaltige Entwicklung eingeflossen. Die Strategie formuliert vor allem ein Leitbild nachhaltiger Entwicklung, auf das Ziele und Indikatoren aufbauen. In Fortschrittsberichten wurde die Strategie weiterentwickelt.
Zentrales Steuerungsgremium der Nachhaltigkeitspolitik der Bundesregierung ist der Staatssekretärsausschuss für Nachhaltige Entwicklung.
Eines der ersten Modellprojekte zur Umsetzung der Agenda 21 in Deutschland war das vom Bundespräsidenten Roman Herzog ausgezeichnete Nationalprojekt, das Altmühltal-Agenda-21-Projekt (1995–1998) der Katholischen Universität Eichstätt-Ingolstadt, bei dem in 25 Projektbereichen über 100 Maßnahmen durchgeführt wurden.

## Umsetzung in Österreich
Seit ihrem Beginn in Österreich 1997 laufen „Lokale Agenda 21“-Prozesse in mittlerweile 500 Gemeinden, Städten, Bezirken und Regionen bundesweit und setzen damit wichtige Beiträge zur nachhaltigen Entwicklung ländlicher und urbaner Räume. Die Bundesländer wie auch das Lebensministerium unterstützen diese Zukunftsprozesse – mit Wissen, Beratung, Prozessbegleitung, Kommunikation und Förderungen. Da die Lokale Agenda 21 wesentliche Beiträge zur Stärkung der Regionen leistet, ist sie auch im Förderprogramm zur Ländlichen Entwicklung verankert.
Als erstes von der Stadt Wien initiiertes Pilotprojekt der Lokalen Agenda 21 startete 1998 der 9. Wiener Gemeindebezirk (Alsergrund) mit einer umfassenden „aktivierenden Stadtdiagnose“. Die daraus erfolgreich resultierenden Aktionen und Veränderungen im öffentlichen Raum führten ab 2002 zu einem gesamtstädtischen Modell der Lokalen Agenda 21 Wien. Die Bezirke der Stadt können derzeit freiwillig am Programm des Vereins teilnehmen und durch eigene Agendabüros in den jeweiligen Bezirken ihre Lebensqualität verbessern. Seit 2009 besteht das erweiterte Programm der Lokalen Agenda 21 Plus Wien, das sich mit den Hauptthemen nachhaltiger Mobilität, öffentlicher Raum, interkultureller Dialog sowie die Gestaltung der Stadtteile für Jung & Alt beschäftigt. Ein weiterer Zugewinn für die nachhaltige Stadtentwicklung Wiens war der initiierte Ideenwettbewerb ELLA, der den Bürgern der Bezirke die Möglichkeit gab, eigene Ideen einzureichen und selbstständig umzusetzen.
Des Weiteren wurde 2006 die Aktion 21 als Dachverband für Bürgerinitiativen gegründet, deren Namen sich an die Agenda 21 anlehnt. Sie hat das Ziel, eine wirksame Beteiligung der Bevölkerung an kommunalen Planungen und Vorhaben durchzusetzen, die sich nachhaltig auf die urbane Lebensqualität auswirken. Langfristig werden auch diesbezügliche Änderungen der Stadtverfassungen angestrebt.

## Kritik
Die Agenda 21 wird in einigen Bereichen auch kritisiert. Hauptkritikpunkte sind das Auseinanderklaffen von Vision und Wirklichkeit, mangelnde Transparenz bei den Agendazielen und dem Umsetzungsprozess, Verwendung von mehrdeutigen Modewörtern, fehlende demokratische Prozesse, die Zusammenarbeit mit Großkonzernen, die fehlende Auseinandersetzung mit Atom- und Gentechnik sowie der Globalisierung, und das Festhalten an der „Wachstumsideologie“.

### International
- Vollständiger Text der Agenda 21 (PDF, ca. 3,3 MB)
- Vollständiger Text der Agenda 21 (zitierbare Online-Version)
- Rio-Erklärung über Umwelt und Entwicklung (PDF, ca. 0,2 MB)
- UN Department of Economic and Social Affairs – Sustainable Development (englisch)
- ICLEI, Weltweiter Kommunalverband für Nachhaltige Entwicklung (englisch)
- Vollständiger Text der Erklärung der Kommunen in Johannesburg 2002 (PDF, ca. 33 kB)

### Deutschland
- Nachhaltigkeitsrat der deutschen Bundesregierung
- Deutsche Aktivitäten zur UN-Dekade „Bildung für nachhaltige Entwicklung“ (2005–2014)
- „Agenda 21 Treffpunkt“: vielfältige Informationen rund um die Agenda 21
- Dresdner Agenda21, Der Förderverein für eine nachhaltige Entwicklung in Dresden
- ein Lernmodul über Agenda 21 und ihre Rolle in der nachhaltigen Küstenentwicklung
- Agenda 21 im „Lexikon der Nachhaltigkeit“

### Österreich
- Österreichisches Nachhaltigkeitsportal
- Lokale Agenda 21 Wien
- Lokale Agenda 21 Niederösterreich
- Netzwerk Oberösterreich
- Lokale Agenda 21 Steiermark

### Schweiz
- Nachhaltigkeits-Webseite des schweizerischen Bundesamtes für Raumentwicklung